# Norra Österbottens museum
Norra Österbottens museum (finska: Pohjois-Pohjanmaan museo) är ett kulturhistoriskt museum i Uleåborg i Finland. Det är också landskapsmuseum för det finländska landskapet Norra Österbotten. Museet grundades år 1896.
Museibyggnaden i Nordisk klassicism har ritats av arkitekt Oiva Kallio. Byggnaden är byggd år 1931.